# ブラジリア大聖堂
ブラジリア大聖堂（ブラジリアだいせいどう、ポルトガル語: Catedral Metropolitana de Brasília）は、ブラジルの首都ブラジリアにあるカトリック教会の大聖堂。

## 歴史
ブラジリアの中心的な信仰施設として計画された。政府予算で宗教施設を建てることには反対意見があったため、当初は超教派施設という名目だった。1961年のジュセリーノ・クビチェック大統領退任後、工事は一時中断した。その後、未完成の建物がカトリック教会に譲渡された。その経緯は不明。工事が再開し1970年に完成した。1977年に洗礼堂が増築された。

## 建築
設計はブラジル人建築家オスカー・ニーマイヤー。大聖堂は16本の巨大な梁で円形の無柱空間を内包している。梁の曲線は双曲面構造を元にしており、間に透明な繊維強化プラスチックパネルが取り付けられている。大聖堂の周囲は幅12mの池となっており、地下トンネルを通って中に入る。祭壇はローマ教皇パウロ6世から寄贈されたものである。天井から3体の天使像が吊り下げられている。

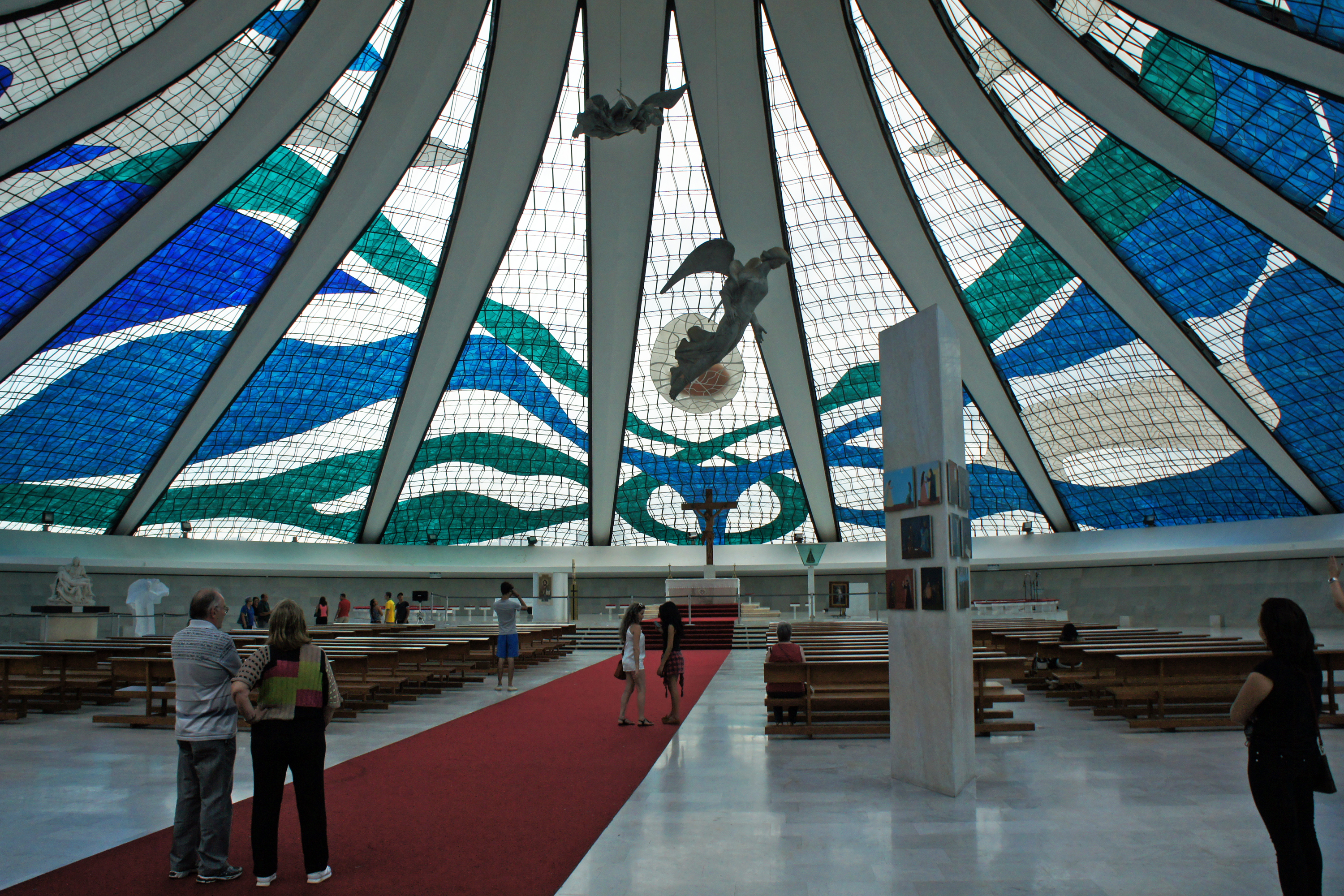
内部
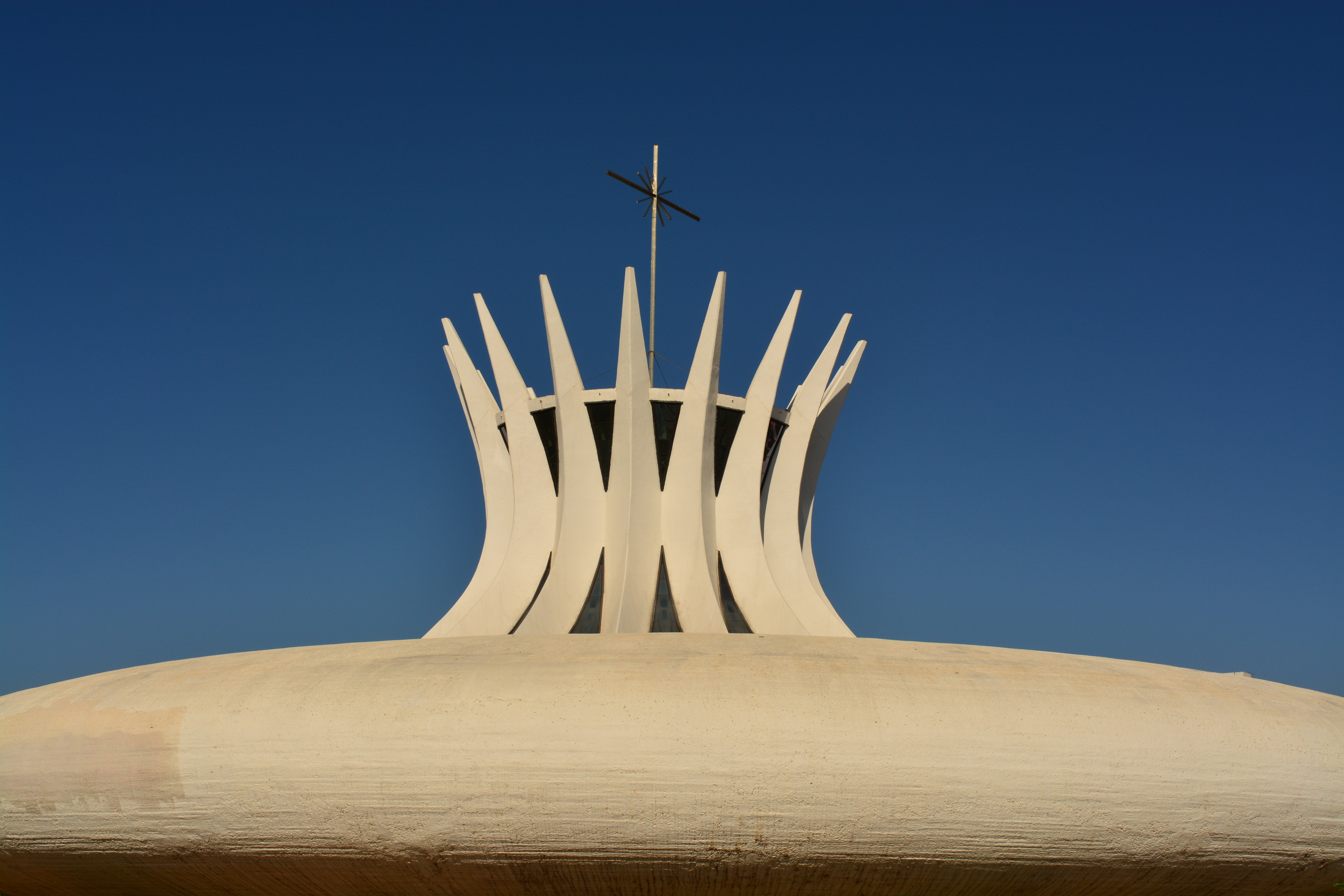
洗礼堂
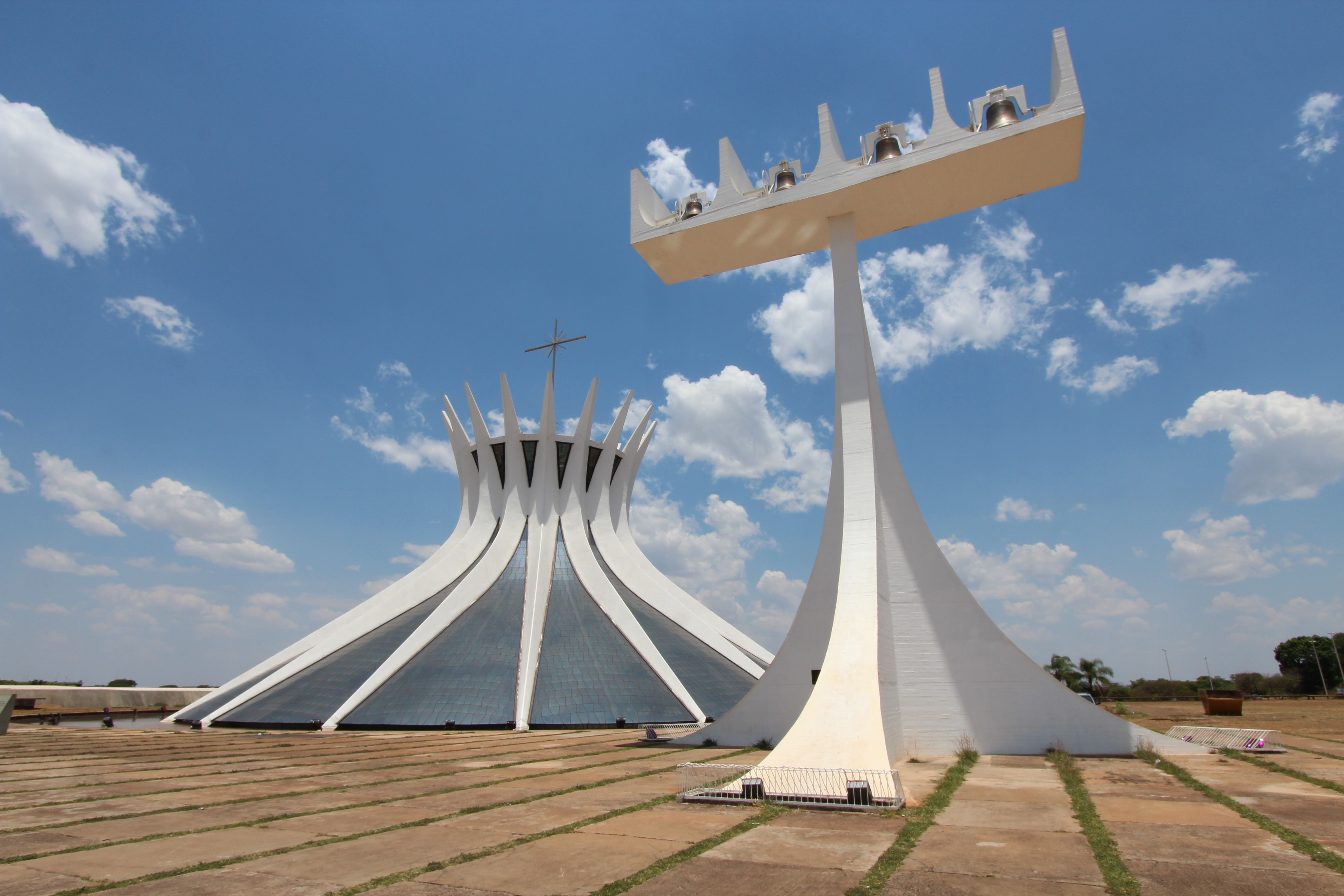
鐘楼